# Kepler-64
Désignations
Kepler-64, aussi connu comme PH1, est un système stellaire et planétaire de la constellation du Cygne constitué d'au moins quatre étoiles et une planète en orbite autour du couple principal du système.

## Objets membres

### Kepler-64 A, sous-système primaire

#### Les étoiles centrales

##### Kepler-64 Aa, étoile naine jaune-blanc
L'étoile principale, Kepler-64 Aa,  a une masse de 1,5 masse solaire (1,528 ± 0,087 M⊙) pour un rayon de 1,7 rayon solaire (1,734 ± 0,044 R⊙). Elle est de type spectral F, probable naine jaune-blanc.

##### Kepler-64 Ab, étoile naine rouge
Kepler-64 Ab, de 0,4 masse solaire (0,408 ± 0,024 M⊙) pour un rayon de 0,4 rayon solaire (0,378 ± 0,023 R⊙), est de type M, probable naine rouge.

#### « Kepler-64 b / PH1 b », la planète circumbinaire

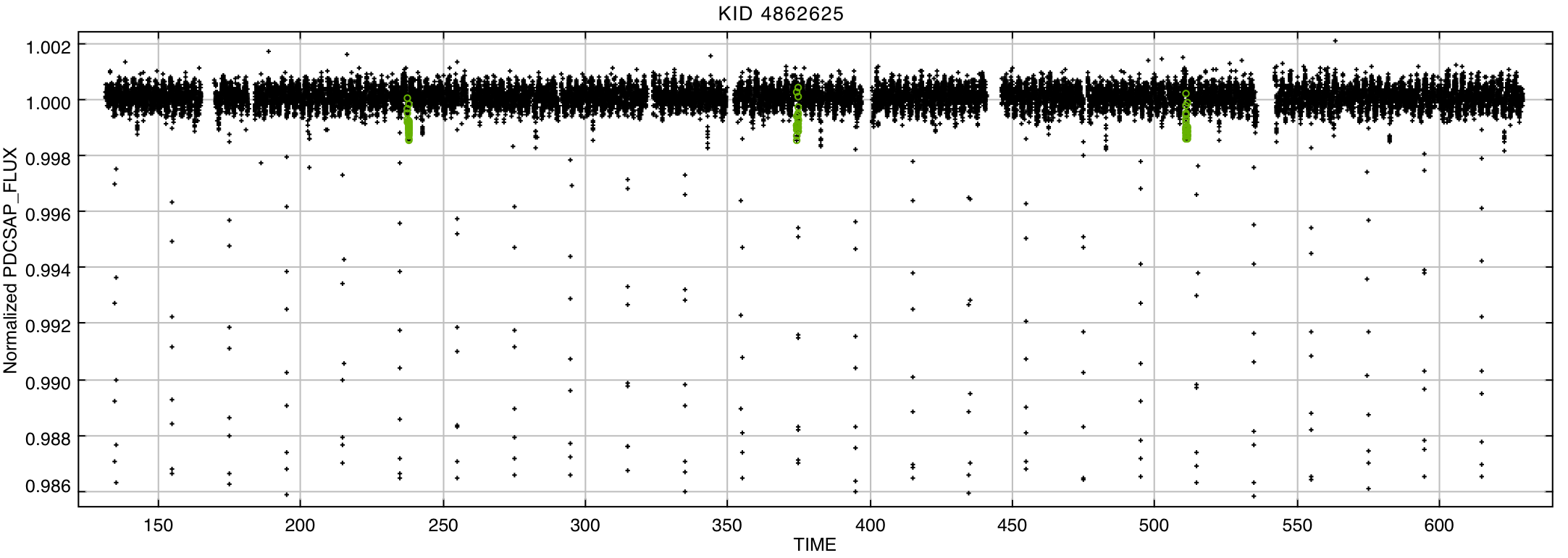
Courbe de lumière de Kepler-64, montrant les éclipses dues à Kepler-64 Ab, ainsi que trois transits (en vert) dus à la planète Kepler-64 b.

### Kepler-64 B, sous-système secondaire

#### Kepler-64 Ba, étoile naine jaune
Kepler-64 Ba, de 0,99 masse solaire et de type G2, est une probable naine jaune.

#### Kepler-64 Bb, étoile naine rouge
Kepler-64 Bb a une masse de 0,51 masse solaire et est de type spectral M2, probablement une naine rouge.